# 526
Cette page concerne l'année 526  du calendrier julien. Pour l'année 526 av. J.-C., voir 526 av. J.-C. Pour le nombre 526, voir 526 (nombre).
L'année 526 est une année commune qui commence un jeudi.

## Événements
- 19 avril : Reçu comme évêque de Rome et successeur de saint Pierre, le pape Jean Ier célèbre solennellement la liturgie de Pâques dans la cathédrale Sainte-Sophie de Constantinople, entouré du clergé grec et latin. L'empereur Justin Ier voulut y être couronné à nouveau des mains du pontife romain.

- 18 mai : le pape Jean Ier meurt en prison après l'échec de sa mission à Constantinople où il devait négocier un adoucissement d'un édit de l'empereur Justin Ier contre l'arianisme[1]. Avant de mourir Théodoric prépare un édit de confiscation des églises orthodoxes[2].
- 20 mai : tremblement de terre dévastateur à Antioche, en Syrie ; 300 000 victimes selon certaines sources[3].

- 12 juillet : début du pontificat de Félix IV, désigné par Théodoric le Grand (fin en 530)[4].

- 30 août[1] : Athalaric succède à Théodoric le Grand comme roi des Ostrogoths. La fille de Théodoric, Amalasonte, devient la régente de son jeune fils Athalaric, alors âgé de huit ans ; elle lui donne une éducation romaine[5].

- Début de la guerre d'Ibérie (fin en 532). Le conflit entre la Perse et l'empire d'Orient reprend dans le Caucase après que le roi d'Ibérie Gourgenes s'est mis sous la protection de Byzance quand le roi sassanide Kavadh Ier a voulu convertir de force les chrétiens au zoroastrisme (523). Justin Ier échoue à engager les Huns de Tauride à prendre les armes contre les Perses, puis envoie de faibles troupes dans le Lazique. Kavadh fait marcher une forte armée en Ibérie et Gourgenes doit fuir au Lazique, où il est suivi par les Perses qui s'emparent de plusieurs forteresses frontalières. En représailles Justin envahit la Persarménie et la Mésopotamie[6].
- Entrée des Lombards en Pannonie[5].
- Nicetius est désigné comme évêque de Trèves par Thierry Ier[7].

## Naissances en 526
Pas de naissance connue.

## Décès en 526
- 18 mai : Jean Ier, pape[1].
- 30 août : Théodoric le Grand, roi des Ostrogoths et d'Italie[1].
- 30 octobre : Paul, évêque d'Édesse.

- Ommat, évêque de Tours.